# 1784
1784 (MDCCLXXXIV) byl rok, který dle gregoriánského kalendáře započal čtvrtkem.

## Události
- 12. února – Čtyři dosud samostatná pražská města Hradčany, Malá Strana, Staré Město a Nové Město byla spojena v královské hlavní město Praha.
- 29. února – Při velké povodni v Čechách byl poškozen osmý pilíř Kamenného mostu a zatopeny stovky domů v Praze. Extrémní povodně zasáhly celou střední Evropu.
- 18. března – Tadeáš Haenke vypustil patrně první horkovzdušný balon v Čechách.
- 22. května – Dcera sultána Mustafy III., princezna Beyhan Sultan, byla provdána za Damata Çelika Mustafu Paşu.
- 17. srpna – Císař Josef II. dekretem povolil každému rozlévat a prodávat víno z vlastních vinic.
- 23. srpna – Císař Josef II. dekretem zrušil městské hřbitovy, hrobky v kostelech a klášterech. Z hygienických důvodů měly být zřízeny nové hřbitovy mimo města a obce.
- 27. září – V rámci josefinských reforem byl na Moravě zrušen cisterciácký klášter Velehrad.

## Vědy a umění
- 28. listopadu – Markýz de Sade za pouhých 37 dnů dokončil ve vězení Bastila svůj román 120 dnů Sodomy
- Švédský chemik Carl Wilhelm Scheele izoloval kyselinu citronovou krystalizací z citronové šťávy.
- Italský historik Cosimo Alessandro Collini popsal prvního známého ptakoještěra, později označeného jako Pterodactylus.

## Narození

### Česko
- 7. září – František Max Kníže, skladatel († 23. července 1840)
- 1. listopadu – František Vetešník, kněz, národní buditel, spisovatel († 19. ledna 1850)
- 3. listopadu – Antonín Mánes, malíř († 23. července 1843)
- 29. listopadu – Josef Ondřej Lindauer, třetí českobudějovický biskup († 5. června 1850)

### Svět

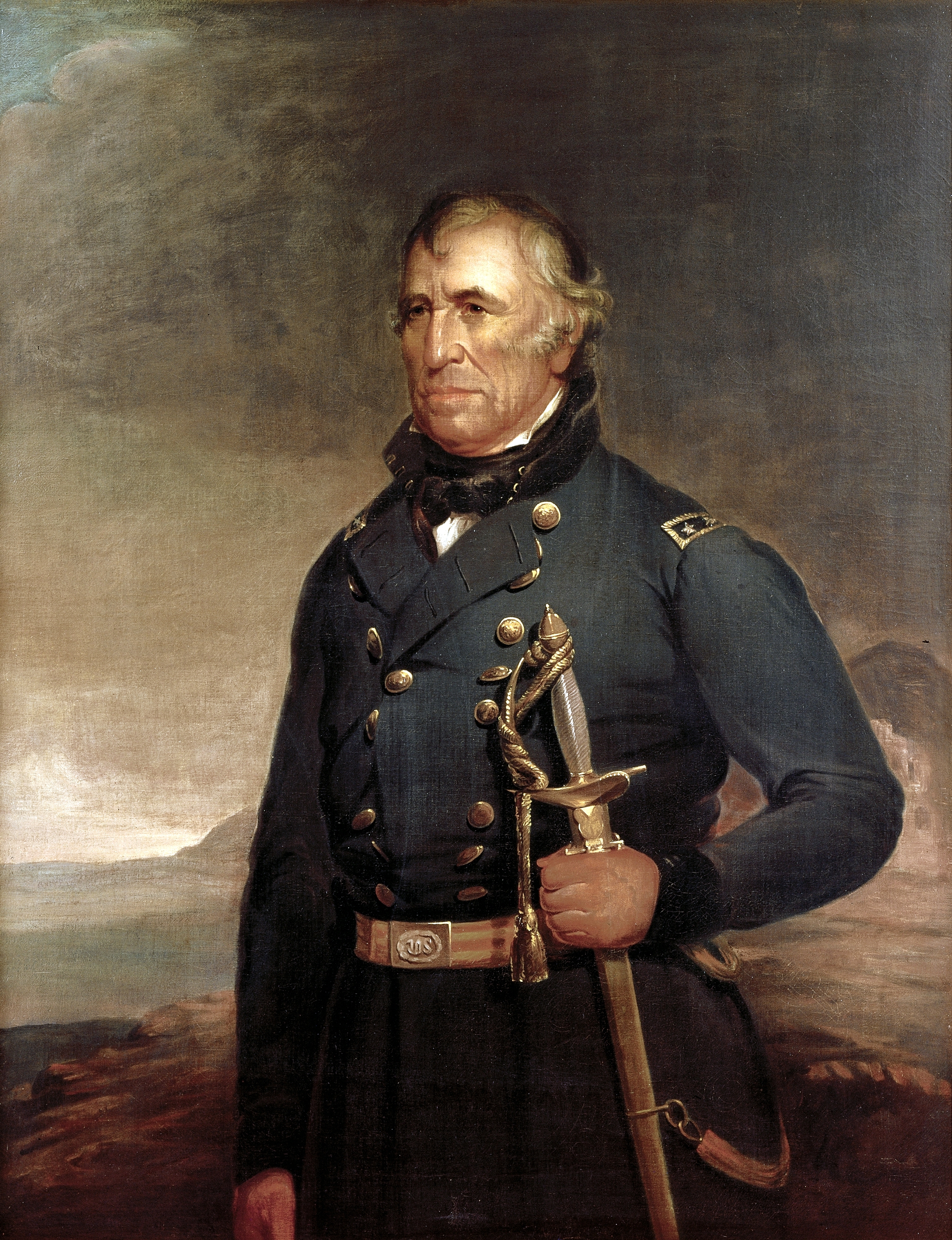
Zachary Taylor (* 24. listopadu)

- 4. ledna – François Rude, francouzský sochař († 3. listopadu 1855)
- 17. ledna – Philippe-Antoine d'Ornano, francouzský generál († 13. října 1863)
- 27. ledna – Martin-Joseph Mengal, belgický hornista, dirigent, skladatel († 4. července 1851)
- 28. ledna – George Hamilton-Gordon, britský státník († 14. prosince 1860)
- 22. února – John Eatton Le Conte, americký přírodovědec († 21. listopadu 1860)
- 29. února – Leo von Klenze, německý architekt, malíř a spisovatel († 27. ledna 1864)
- 6. března – Anselme Gaëtan Desmarest, francouzský zoolog († 4. června 1838)
- 9. března – Alois Ugarte, předseda zemských vlád v Horních Rakousích a na Moravě († 25. dubna 1845)
- 12. března – William Buckland, britský geolog a paleontolog († 24. srpna 1856)
- 25. března – François-Joseph Fétis, belgický hudební skladatel, kritik, muzikolog, historik a pedagog († 26. března 1871)
- 27. března – Sándor Kőrösi Csoma, maďarský filolog a orientalista († 11. dubna 1842)
- 5. dubna – Louis Spohr, německý hudební skladatel († 22. října 1859)
- 9. dubna – Rafael del Riego, španělský generál a politik († 7. listopadu 1823)
- 18. dubna – Šime Starčević, chorvatský kněz, autor gramatiky († 14. května 1859)
- 3. května – Henri François Berton, francouzský hudební skladatel († 19. července 1832)
- 20. května – Johann Reislin von Sonthausen, německý lékař a pedagog činný v Olomouci († 4. listopadu 1861)
- 25. května – John Frost, velšský dělnický vůdce († 27. července 1877)
- 3. června – William Yarrell, anglický přírodovědec († 1. září 1856)
- 8. června – Marie-Antoine Carême, francouzský kuchař († 1833)
- 29. června – Alexandre Aguado, španělský bankéř († 14. dubna 1842)
- 22. července – Friedrich Wilhelm Bessel, německý astronom († 17. březen 1846)
- 15. září – Cipriano Palafox y Portocarrero, hrabě z Montija a otec poslední francouzské císařovny Evženie († 15. března 1839)
- 21. září – Carl Thomas Mozart, druhý syn Wolfganga Amadea Mozarta († 31. října 1858)
- 3. října
  - Johann Karl Ehrenfried Kegel, německý agronom v ruských službách († 25. června 1863)
  - Luisa Lehzenová, guvernantka a později společnice královny Viktorie († 9. září 1870)
- 14. října – Ferdinand VII., španělský král († 29. září 1833)
- 15. října – Thomas Robert Bugeaud, francouzský generál († 9. června 1849)
- 20. října – Henry Temple, britský státník († 18. října 1865)
- 15. listopadu – Jérôme Bonaparte, vestfálský král († 24. června 1860)
- 24. listopadu
  - Johann Ludwig Burckhardt, švýcarský cestovatel, geograf a orientalista († 15. října 1817)
  - Zachary Taylor, americký prezident († 9. července 1850)
- 4. prosince – Šarlota Frederika Meklenbursko-Zvěřínská, manželka pozdějšího dánského krále Kristiána VIII. († 13. července 1840)
- 7. prosince – Allan Cunningham, skotský básník a spisovatel († 20. října 1842)
- 13. prosince – Ludvík Habsbursko-Lotrinský, rakouský arcivévoda a princ († 21. prosince 1864)
- 14. prosince – Marie Antonie Neapolsko-Sicilská, španělská královna, manželka Ferdinanda VII. († 21. května 1806)
- 20. prosince – Jiří Vilém ze Schaumburg-Lippe, prvním kníže německého knížectví Schaumburg-Lippe († 21. listopadu 1860)
- neznámé datum – Santos Ladrón de Cegama, španělský generál († 14. října 1833)

## Úmrtí

### Česko
- 17. ledna – František Antonín Grimm, barokní architekt (* 2. října 1710)
- 5. října – Antonín Kammel, houslista a hudební skladatel (* 21. dubna 1730)
- 14. října – Karel Maxmilián z Ditrichštejna, šlechtic (* 28. dubna 1702)

### Svět

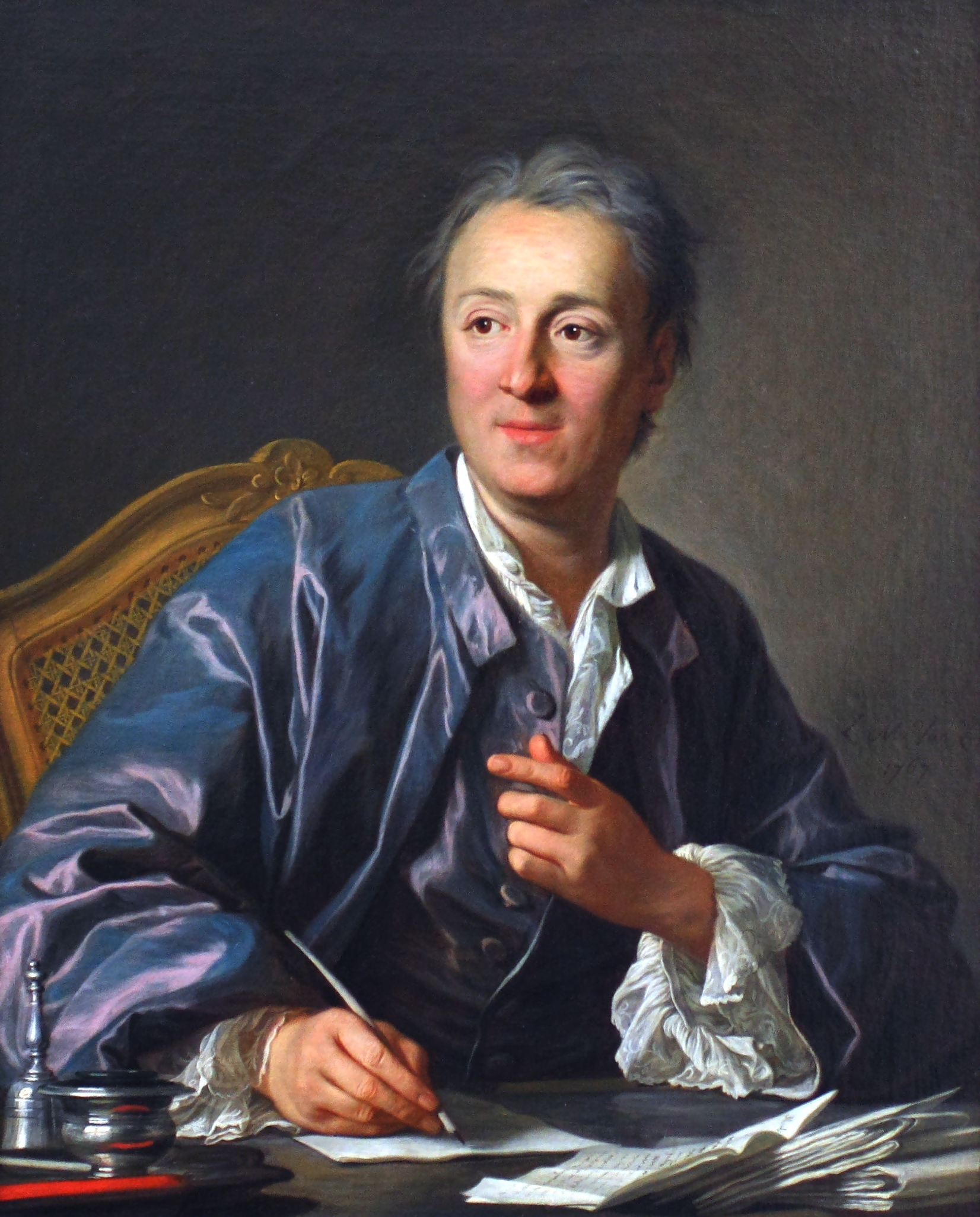
Denis Diderot († 31. července)

- 1. ledna – Andrej Jaslinský, slovenský fyzik a filozof (* 1. září 1715)
- 17. ledna – Buson Josa, japonský básník, malíř a kaligraf (* 1716)
- 1. července – Wilhelm Friedemann Bach, německý skladatel (* 22. listopadu 1710)
- 31. července – Denis Diderot, francouzský filozof a spisovatel (* 5. října 1713)
- 3. srpna – Giovanni Battista Martini, italský mnich, skladatel, hudební teoretik a učenec (* 24. dubna 1706)
- 6. srpna – Karel Kohout, rakouský loutnista, houslista, hudební skladatel a státní úředník českého původu (pokřtěn 26. srpna 1726)
- 21. srpna – Jozef Bencúr, slovenský evangelický kněz a spisovatel (* 28. února 1728)
- 5. prosince – Phillis Wheatleyová, první afroamerická básnířka (* asi 1753)
- 11. prosince – Andrej Ivanovič Lexell, ruský astronom (* 24. prosince 1740)
- 13. prosince – Samuel Johnson, anglický básník a literární kritik (* 18. září 1709)
- 26. prosince – Otto Friedrich Müller, dánský přírodovědec (* 11. března 1730)
- neznámé datum
  - Gasparo Portola, španělský cestovatel a koloniální guvernér (* 1716)
  - Lê Quý Đôn, vietnamský filozof a učenec (* 1726)

## Hlavy států
- Francie – Ludvík XVI. (1774–1792)
- Habsburská monarchie – Josef II. (1780–1790)
- Osmanská říše – Abdulhamid I. (1774–1789)
- Polsko – Stanislav II. August Poniatowski (1764–1795)
- Prusko – Fridrich II. (1740–1786)
- Rusko – Kateřina II. Veliká (1762–1796)
- Španělsko – Karel III. (1759–1788)
- Švédsko – Gustav III. (1771–1792)
- Velká Británie – Jiří III. (1760–1820)
- Svatá říše římská – Josef II. (1765–1790)
- Papež – Pius VI. (1774–1799)
- Japonsko – Kókaku (1780–1817)